# Asperula glabrata
Asperula glabrata là một loài thực vật có hoa trong họ Thiến thảo. Loài này được Tschern. mô tả khoa học đầu tiên năm 1961.